# قرار مجلس الأمن التابع للأمم المتحدة رقم 1774
قرار مجلس الأمن التابع للأمم المتحدة رقم 1774، المتخذ بالإجماع في 14 سبتمبر 2007.

## القرار
قرر مجلس الأمن إعادة تعيين المدعي العام للمحكمة الجنائية الدولية لرواندا، حسن بوبكر جالو، لفترة أربع سنوات، تبدأ من 15 أيلول / سبتمبر 2007.
قرر المجلس إعادة تعيين السيد جالو بعد أن نظر في ترشيحه من قبل الأمين العام بان كي مون لمواصلة قيادة أعمال المحكمة التي تتخذ من أروشا مقراً لها.
وأشار المجلس إلى قراره 1534 (2004)، الذي شدد على أهمية التنفيذ الكامل لاستراتيجية الإنجاز للمحكمة الدولية، ولاحظ أن القرار 1503 (2003) دعا المحكمة إلى اتخاذ جميع التدابير الممكنة لإكمال جميع أنشطة المحاكمة الابتدائية بحلول نهاية عام 2008، واستكمال جميع الأعمال في عام 2010.

## روابط خارجية
- نص القرار في undocs.org